# Juan Centeno
Juan Centeno (Arecibo, 16 novembre 1989) è un giocatore di baseball portoricano, ricevitore per i Detroit Tigers della Major League Baseball.

## Minor League
Centeno fu selezionato al 32º giro del draft amatoriale del 2007 come 991ª scelta dai New York Mets. Nello stesso anno giocò con i GCL Mets finendo con .146 in media battuta, .222 di percentuale di arrivo in base, 2 RBI e 4 punti in 12 partite. Nel 2008 con .206 alla battuta, .315 in base, un RBI e 10 punti e in 24 partite.
Nel 2009 Centeno giocò con i Brooklyn Cyclones (livello A-), finendo con .164 alla battuta, .212 in base, 9 RBI, 8 punti e una base rubata in 32 partite. Nel 2010 giocò con tre squadre finendo con .320 alla battuta, .368 in base, un fuoricampo, 11 RBI, 18 punti e 2 basi rubate in 44 partite.
Nel 2011 Centeno giocò con i St. Lucie Mets (livello A+) giocò 52 partite chiudendo con .318 alla battuta, .368 in base, un fuoricampo, 11 RBI, 22 punti e 3 basi rubate. Nel 2012 con i Binghamton Mets (livello AA) chiuse con .285 alla battuta, .337 in base, nessun fuoricampo, 35 RBI, 29 punti e una base rubata in 79 partite. Nel 2013 giocò con due squadre finendo con .301 alla battuta, .339 in base, nessun fuoricampo, 31 RBI, 29 punti e una base rubata in 73 partite.

## Major League
Il 9 settembre 2013 venne promosso in prima squadra durante l'espansione del roster. Debuttò nella MLB il 18 settembre 2013 al Citi Field di New York City contro i San Francisco Giants. Chiuse la stagione con .300 alla battuta, .300 in base, nessun fuoricampo, un RBI, nessuna base rubata, 28 eliminazioni e 2 assist in 4 partite di cui 3 da partente. Rimase coi Mets per un'altra stagione, prima di passare ai Milwaukee Brewers nel 2015. Nel 2016, con i Minnesota Twins, divenne il primo ricevitore di riserva, disputando 55 gare, con .265 in battuta, 3 fuoricampo e 25 RBI.
Nel dicembre 2016, Centeno firmò con gli Houston Astros. Debuttò la prima gara con la nuova maglia il 23 maggio 2017 contro i Detroit Tigers, battendo subito un fuoricampo. A fine anno Houston batté i Los Angeles Dodgers nelle World Series 2017, conquistando il primo titolo in 56 anni di storia.
Il 27 novembre 2017 viene reclamato dai Texas Rangers, che lo svincolarono successivamente, al termine della stagione 2018.
Il 13 novembre 2018 firmò un contratto con i Boston Red Sox, con cui giocò nel 2019 in 7 partite nella MLB e 81 nella Tripla-A. Nel 2020 non apparve in nessuna partita di MLB. Divenne free agent il 2 novembre 2020.
Il 15 aprile 2021, Centeno firmò un contratto di minor league con i Detroit Tigers.

## Palmarès
- World Series: 1

Houston Astros: 2017